# Shooting Star (gruppo musicale)
Gli Shooting Star sono un gruppo rock di Kansas City, formatosi nel 1978; furono il primo gruppo statunitense a firmare con la Virgin Records. Incisero il loro album di debutto nel 1979 grazie al produttore Gus Dudgeon, già noto per il suo lavoro con Elton John e David Bowie. La band inizialmente era composta da Van McLain (chitarre, voce), Bill Guffey (tastiere), Steve Thomas (batteria), Ron Verlin (basso), Charles Waltz (violino, tastiere, voce) e Gary West (voce solista, chitarre, tastiere).

## Storia
Si sono formati nella città di Kansas City, nati dall'unione degli amici d'infanzia Ron Verlin e Van McLain,  vicini di casa. Hanno messo insieme una band con i loro fratelli, Craig McLain e John Verlin, e hanno suonato insieme ai dischi dei Beatles nel garage del padre di Ron. Due anni dopo, Van e Craig si trasferirono in un altro distretto scolastico e la band si sciolse.
Entrando nella Shawnee Mission South High School, Van e Ron si incontrarono di nuovo. Con la mania nostalgica degli anni '50 del 1971, colsero al volo l'opportunità di mettere insieme una band che suonava i classici successi degli anni '50. Dopo aver visto gli Sha Na Na nel film Woodstock, hanno deciso di chiamare la band The Shooting Stars e The Galaxies, traendo ispirazione da Bill Haley. La band ha suonato il suo primo concerto in una scuola locale. Ad oggi hanno inciso complessivamente nove album, con diverse formazioni e diversi cantanti, tra cui Ronnie Platt, futuro membro dei Kansas.

## Formazione

### Formazione attuale
- Dennis Laffoon – tastiera
- Todd Pettygrove – voce
- Chet Galloway, chitarra
- Janet Jameson, violino
- Steve Thomas, batteria

### Ex componenti
- Ronnie Platt, voce, tastiera, chitarra (1989-1991, 2006-2012)
- Van McLain – voce, chitarra (1977–1987, 1989–2006)
- Ron Verlin – basso (1977–1983, 1989–1991, 1994–2009)
- Charles Waltz – violino, tastiera (1977–1987)
- Gary West – voce, chitarra e tastiera (1977–1987)
- Norm Dahlor – basso (1984–1987)
- Keith Mitchell –  voce (1989-2005, 2012–2013)

## Discografia
- Shooting Star, 1980
- Hang On For Your Life, 1981
- III Wishes, 1982
- Burning, 1983
- Silent Scream, 1985
- It's Not Over, 1991
- Leap of Faith, 2000
- Circles, 2006
- Into the Night, 2015